# 石田充冴
石田 充冴（いしだ じゅうざ、2006年7月21日 - ）は、北海道旭川市出身のプロ野球選手（投手）。右投右打。読売ジャイアンツ所属。

## 経歴
旭川市立啓明小学校で1年生の時に啓明ライオンズで野球を始める。投手を務め、同学年のウメビンユオオケム明とバッテリーを組んでいた。
北星学園大学附属高等学校に進学し、1年秋からベンチ入り。初めて背番号1を背負った2年秋の全道大会では、駒大苫小牧との初戦で6回まで無安打無失点と好投したが、7回に3失点し敗れた。3年夏の南北海道大会は大会直前に左足首を捻挫した影響で先発を回避し、チームは札幌支部代表決定戦で敗れた。
2024年10月24日に開催されたドラフト会議にて、読売ジャイアンツから4位指名を受けた。11月20日に契約金4000万円、年俸600万円で仮契約した。背番号は90。担当スカウトは青木高広。

## 人物
「充冴」という名前は漫画『北斗の拳』の登場キャラクター「ジュウザ」が由来。

## 詳細情報

### 背番号
- 90（2025年[6] - ）